# 4813 Terebizh
4813 Terebizh eller 1977 RR7 är en asteroid i huvudbältet som upptäcktes den 11 september 1977 av den rysk-sovjetiske astronomen Nikolaj Tjernych vid Krims astrofysiska observatorium på Krim. Den har fått sitt namn efter Valerij Terebizh.
Asteroiden har en diameter på ungefär 17 kilometer.